# Setra S 415 NF
Der Setra S 415 NF ist ein Niederflurbus aus dem Hause Setra; dieser wurde dort unter der Produktgruppe „MultiClass“ angeboten. Er wird in abgewandelter Form auch als Citaro Ü von der Schwestermarke Mercedes-Benz angeboten. Das Fahrzeug wurde zum Bus of the Year 2009 gewählt.
Mit der verpflichtenden Umstellung auf Euro VI für jedes Nutzfahrzeug, das ab dem 1. Januar 2014 zugelassen wird, wurde der Setra S 415 NF eingestellt. Der auf der IAA Hannover vorgestellte S 415 LE business – konzipiert als Low-Entry-Bus – ersetzt fortan den S 415 NF.

## Ausstattung
Es werden verschiedene Kälte-, Wärme- und Lichttechniken angeboten, die der Kunde gegen Aufpreis bestellen kann. In der Regel umfasst jede Bestellung ca. 28 Kundensonderwünsche wie z. B. eine zusätzliche Klimaanlage im Fahrgastraum, andere Sitzbezüge, Farbe der Haltestangen und Haltewunschtaster usw. Es können zwei oder drei Einstiegtüren verschiedener Breiten und Bauarten (ein- oder zweiflüglige pneumatische Innenschwenk-, Außenschwenk- oder elektrische Schwenkschiebetüren) eingebaut werden.

## Antrieb
Angetrieben wird ein Setra S 415 NF durch einen Mercedes-Benz-6-Zylinder-Reihendieselmotor OM 457 hLA mit 12 Litern Hubraum, der jeweils 220 kW (299 PS) oder 260 kW (354 PS) Leistung bringt. Damit der Bus zügig vorankommt, werden von Setra wahlweise ein Voith-Diwa-5-Getriebe mit 4 Gängen (mehr für den Stadtbus geeignet) oder ein modernes ZF-Ecomat oder ZF-Ecolife Getriebe mit 6 Gängen angeboten. Der Tankinhalt umfasst ca. 350 Liter, der AdBlue-Tank hat ein Fassungsvermögen von ca. 46 Liter.

## Verwandte Bustypen
- Setra S 416 NF: 13-Meter-Ausführung mit 48 Sitzplätzen
- Setra S 415 UL: Hochfluriger Überlandbus

## Galerie

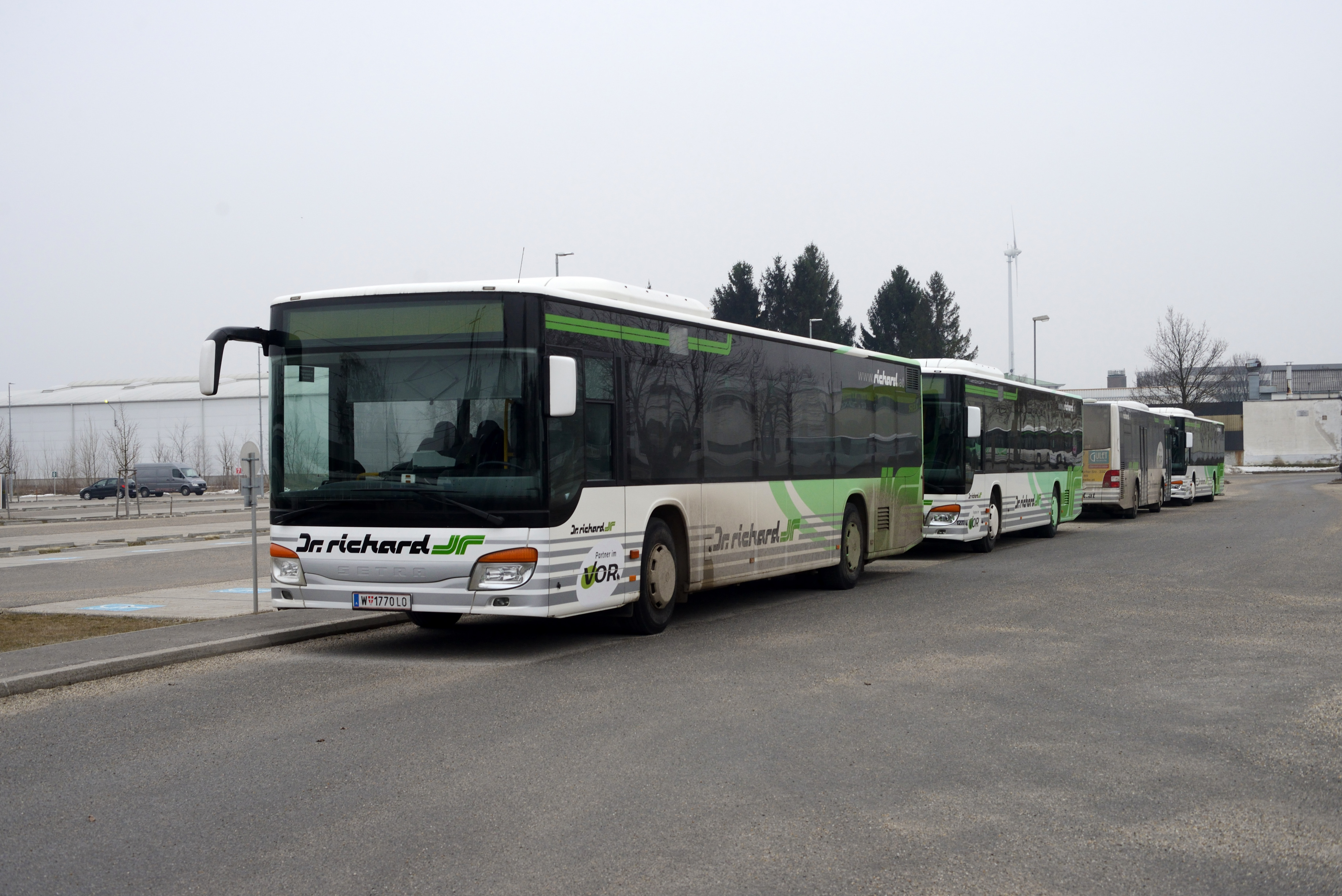
Drei Setra S 415 NF (dazwischen ein MAN-Fahrzeug) in Österreich
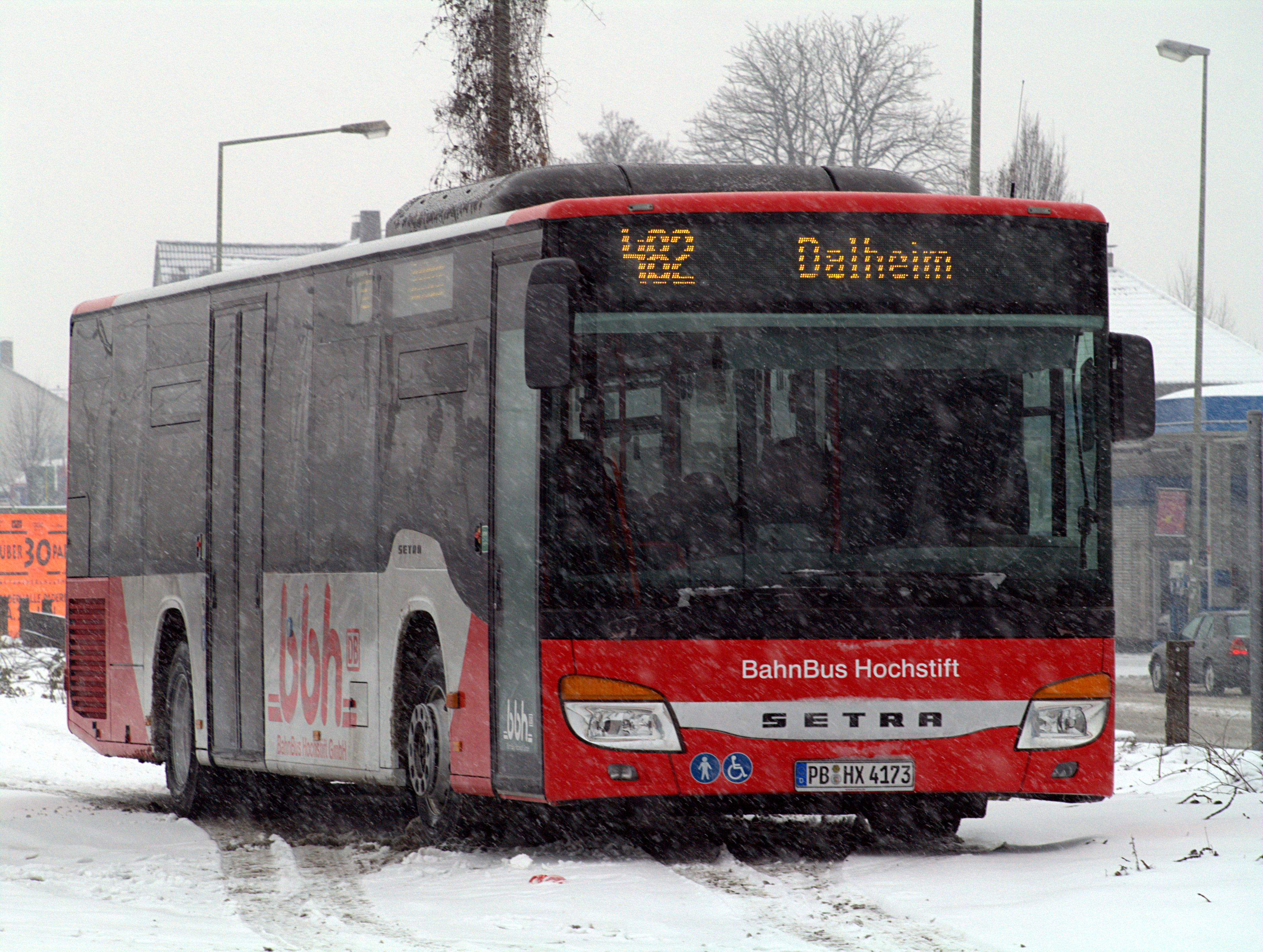
Setra S 415 NF der BahnBus Hochstift im Schnee
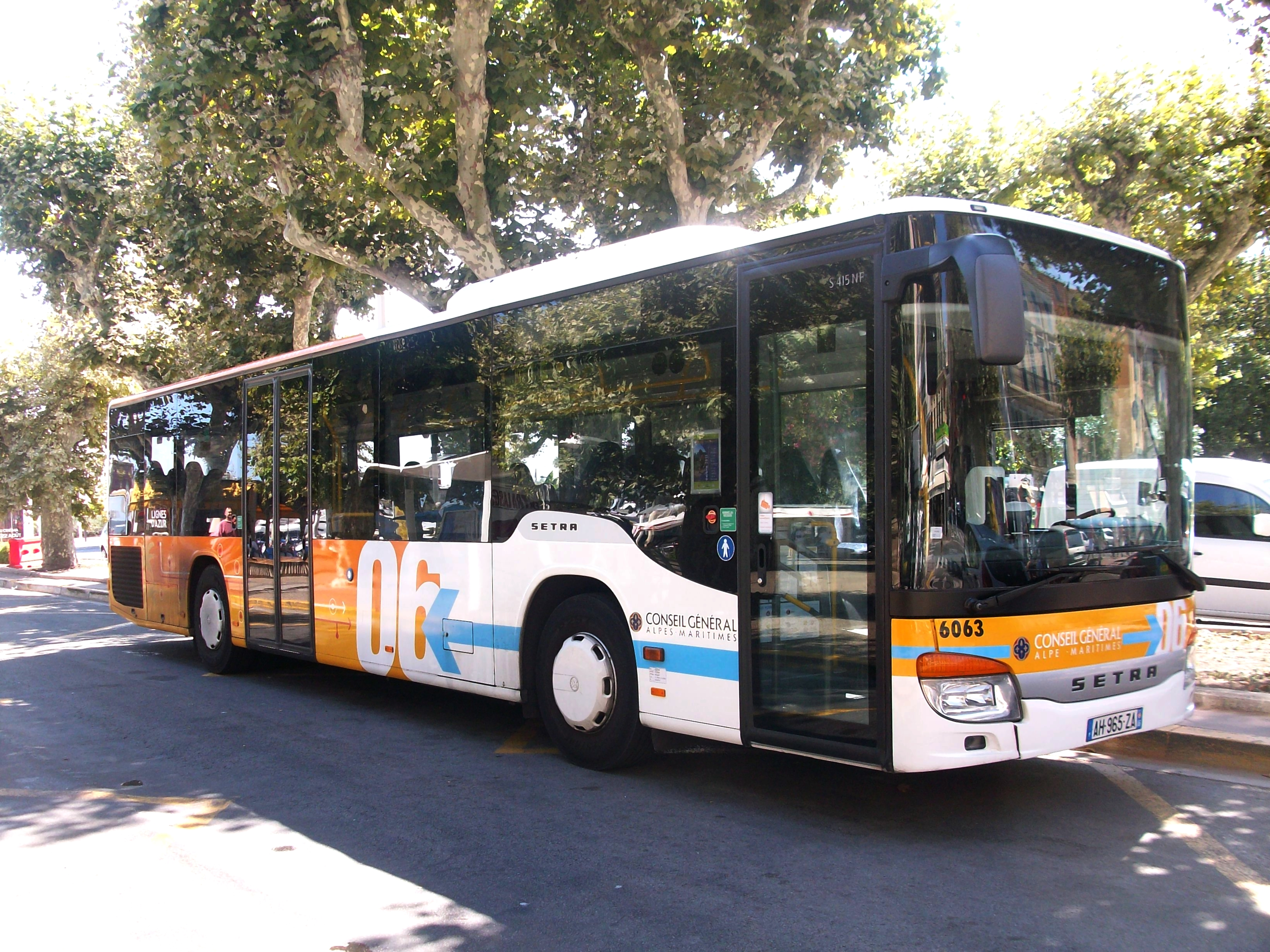
Setra S 415 NF an der Côte d’Azur in Cannes
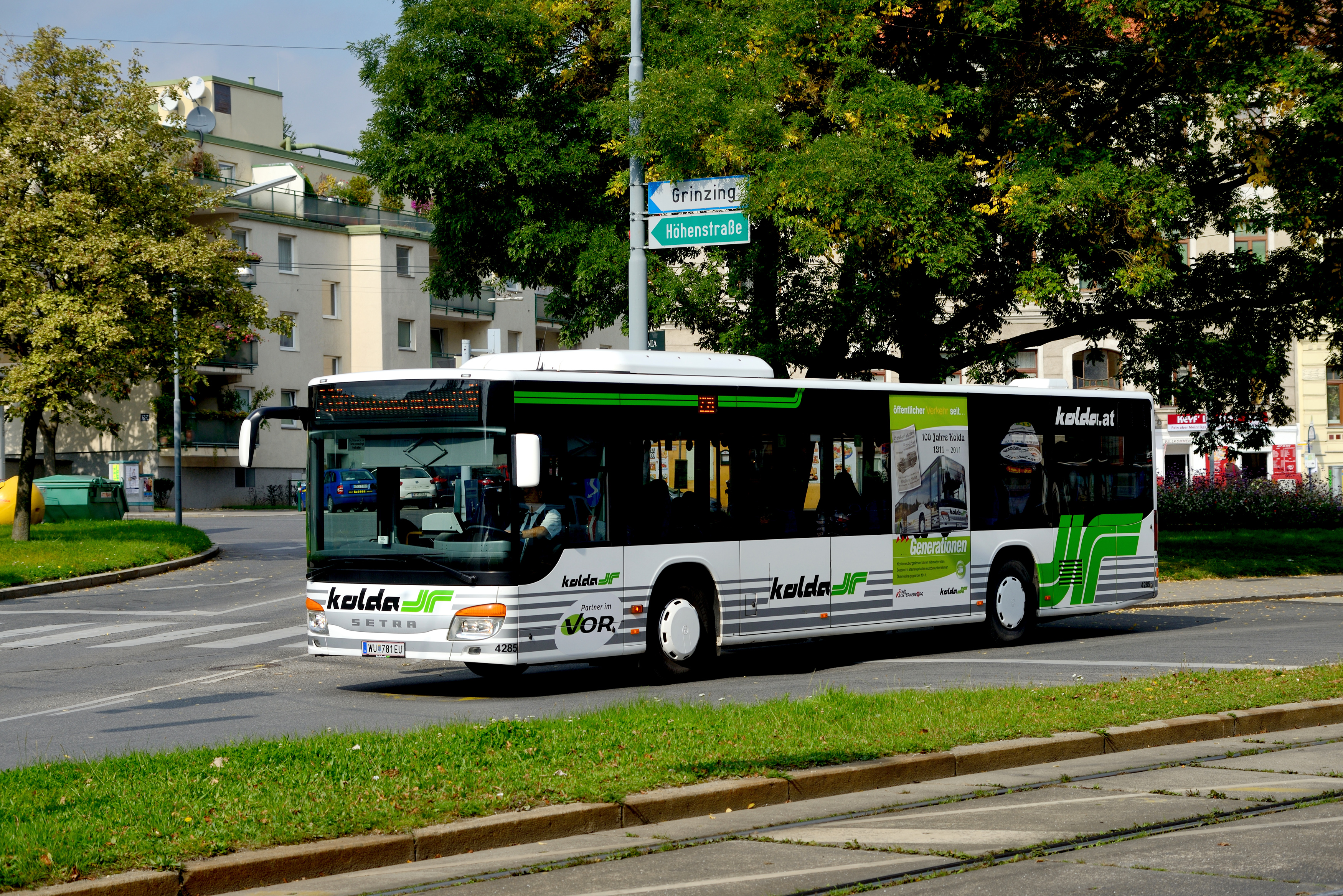
Setra S 415 NF an der Grinzinger Straße in Wien, Österreich
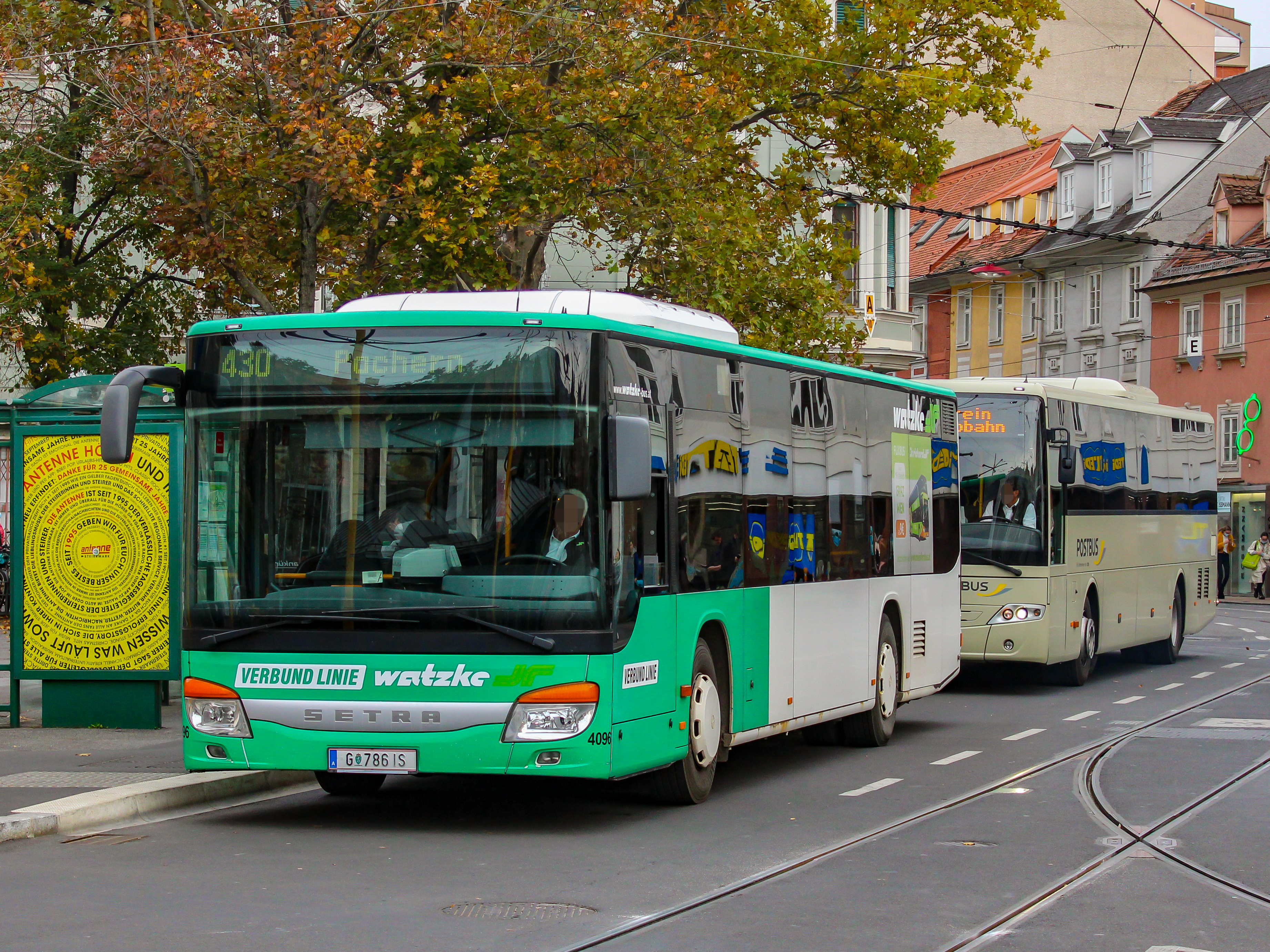
Setra S 415 von Watzke in Graz.